# فينكريستين
فينكريستين (بالإنجليزية: Vincristine)‏ أو أونكوفير و يعرف أيضا بـ«لوكوكرستين» هو واحد من القلويدات المستخرجة من نبات الكتارنتوس الوردي (باللاتينية: Catharanthus roseus) و نبات العناقية (بالإنجليزية: Vinca)‏، و تنبع أهميته من استخدامه كدواء في العلاج الكيميائي لعلاج عدة أنواع من السرطان من بينها ابيضاض الدم الليمفاوي الحاد وابيضاض الدم النقوي الحاد ولمفومة هودجكين وورم الخلايا البدائية العصبية وسرطان الرئة صغير الخلايا.